# هال هالبروک
هارولد رو «هال» هالبروک جونیور (به انگلیسی: Harold Rowe "Hal" Holbrook, Jr.) (زاده ۱۷ فوریه ۱۹۲۵ _ درگذشته ۲۳ ژانویه ۲۰۲۱) بازیگر آمریکایی بود. او بیشتر به‌خاطر بازی در فیلم به‌سوی طبیعت وحشی در سال ۲۰۰۷ شناخته می‌شود. هالبروک برای این فیلم، نامزد جایزه انجمن بازیگران فیلم و یک جایزه اسکار بهترین بازیگر نقش مکمل مرد شد. او همچنین ایفاگر نقش مارک تواین در یک نمایش تک‌نفره بود. مهم‌ترین کار تلویزیونی او نیز بازی در نقش آبراهام لینکلن در مجموعه تلویزیونی لینکلن (۱۹۷۶) بود.
هالبروک در ۲۳ ژانویه ۲۰۲۱ و در ۹۵ سالگی براثر کهولت سن درگذشت.

## گزیده فیلم‌شناسی
- ۱۹۷۳: جاناتان مرغ دریایی (صداپیشه)
- ۱۹۷۴: دختری از پترووکا
- ۱۹۷۶: همه مردان رئیس‌جمهور
- ۱۹۸۰: مه
- ۱۹۸۷: وال‌استریت
- ۱۹۹۳: شرکت
- ۱۹۹۷: هرکول (صداپیشه)
- ۱۹۹۷: گربه‌ها نمی‌رقصند
- ۱۹۹۸: سکوت
- ۱۹۹۸: بوسه یهودا
- ۱۹۹۹: عزب
- ۲۰۰۰: مردان افتخار
- ۲۰۰۰: بیدار کردن مردگان
- ۲۰۰۱: شکوه
- ۲۰۰۱: بال غربی (مجموعه تلویزیونی)
- ۲۰۰۳: سایه
- ۲۰۰۶: سوپرانوز (مجموعه تلویزیونی)
- ۲۰۰۶: ان‌سی‌آی‌اس (مجموعه تلویزیونی)
- ۲۰۰۷: به‌سوی طبیعت وحشی
- ۲۰۰۹: شلیک‌مرگبار
- ۲۰۱۱: آب برای فیل‌ها
- ۲۰۱۲: لینکلن
- ۲۰۱۳: سرزمین موعود